# Hoplocryptus heliophilus
Hoplocryptus heliophilus är en stekelart som först beskrevs av Carl Tschek 1871.
Hoplocryptus heliophilus ingår i släktet Hoplocryptus och familjen brokparasitsteklar. Inga underarter finns listade i Catalogue of Life.